# ویلیامزبورگ (کلرادو)
ویلیامزبورگ (به انگلیسی: Williamsburg) شهری در ایالت کلرادو کشور ایالات متحده آمریکا است که جمعیت آن در سرشماری سال ۲۰۱۰ میلادی، ۶۶۲ نفر بوده‌است.